# Wetzikon-Robenhausen

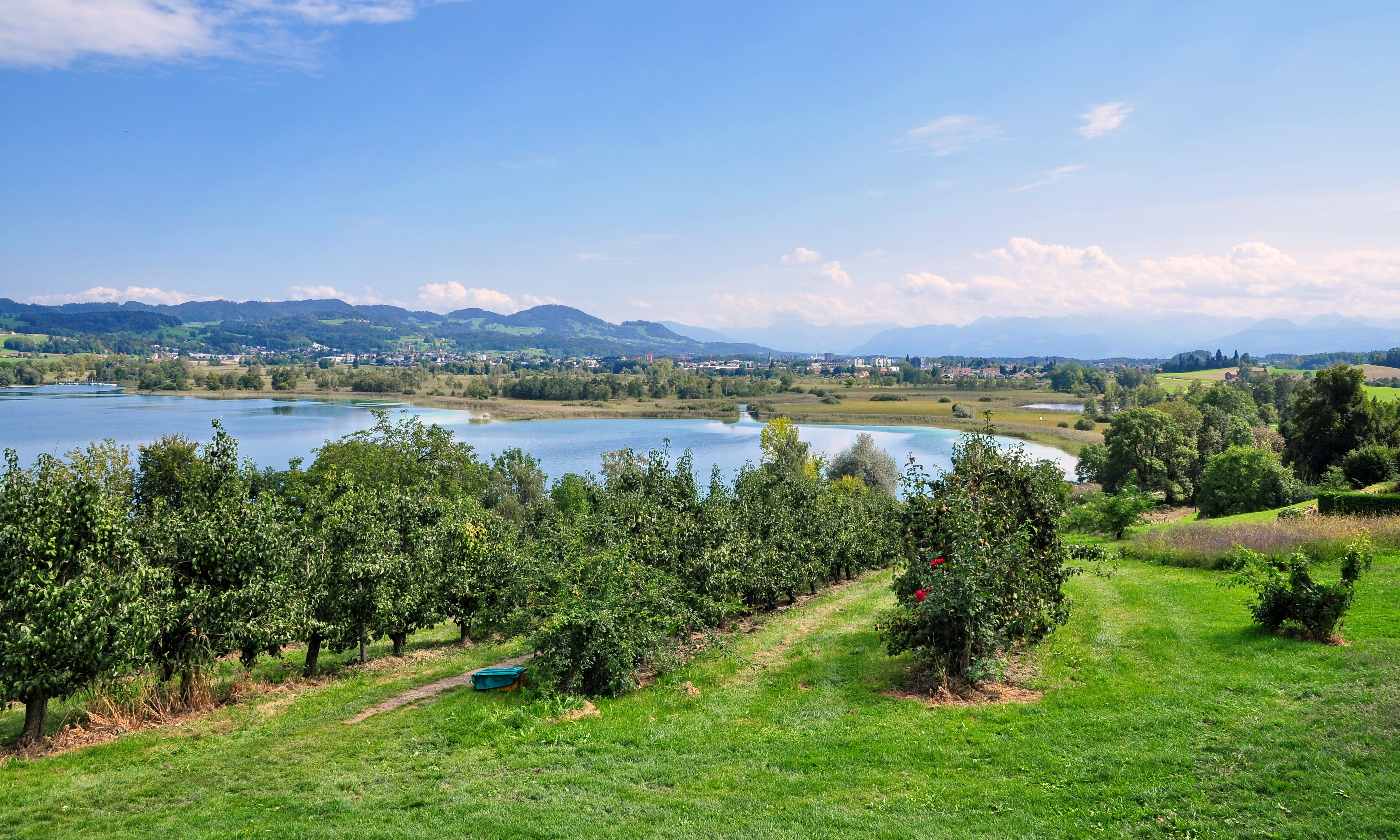
Lage der Fundstelle

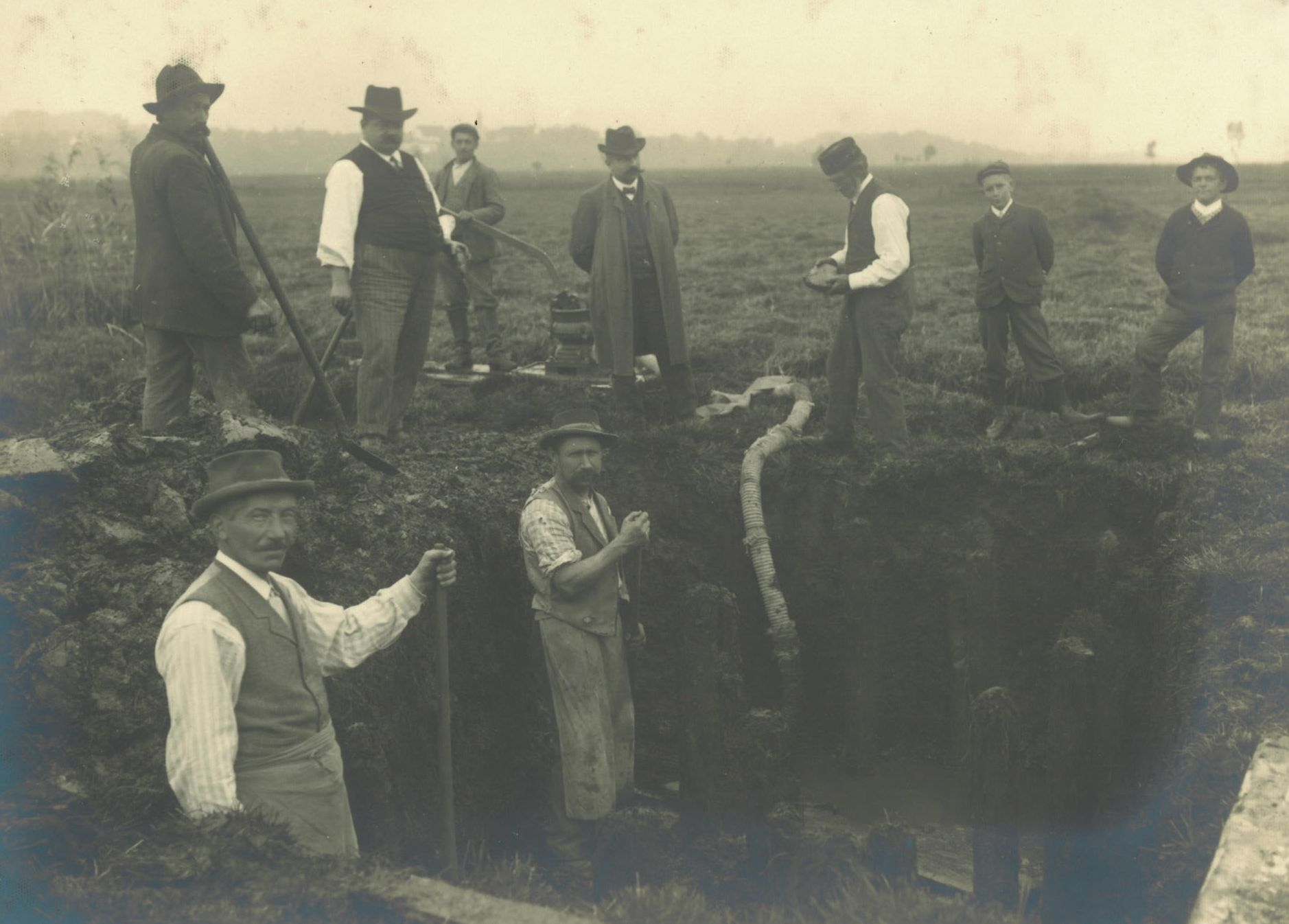
Pfahlbauten Robenhausen, 1908

Wetzikon-Robenhausen ist ein prähistorischer Siedlungsplatz am Pfäffikersee auf dem Gebiet des Ortsteils Robenhausen der Gemeinde Wetzikon im Kanton Zürich in der Schweiz.

## Lage und Befund
Das Gebiet am Südende des Pfäffikersees ist seit über 10000 Jahren besiedelt. Jäger und Sammler errichteten während der Mittelsteinzeit an verschiedenen Orten im Seerandbereich Lagerplätze, und in der Jungsteinzeit entstanden verschiedene kleine, dauerhaft bewohnte Siedlungen in Ufernähe.
Die Siedlungsreste im Ortsteil Robenhausen wurden bereits 1858 durch Jakob Messikommer im naturgeschützten Moorgebiet am südlichen Ufer des Pfäffikersees auf dem Gemeindegebiet von Wetzikon entdeckt. In seinen Grabungsberichten verzeichnete Messikomer den Fund eines Einbaums von eigentümlicher Form, den er mit anderen Fundstücken der Ausrüstung eines Jägers zuordnete. In seinen Grabungen unterschied er zudem zwei von einer Torfschicht getrennte Fundschichten, wobei Messikomer aus der Anordnung der Pfahlreste folgerte, dass die Siedlung wieder aufgebaut wurde. Zu den weiteren Einzelfunden zählen Langbögen, Beile aus Stein und Hirschhorn sowie Keramik. Zwar stiess Messikomer auf keine Metalfunde, unter den organischen Funden fanden sich hingegen 58 verschiedene Tierarten. Eine von mehreren Nachgrabungen ergab die Überreste von Geweben, Geflechten und Sämereien sowie den Nachweis der Herstellung von Butter. Aus Holz geschnitzte Messer, eine Kelle und Schöpfbecher, ein Joch aus Haselrute, Dreschflegel, Überreste eines Gewandes und eine aus Bast geflochtene Matte zählen zu den weiteren Einzelfunden.
Das Alter eines 1943 im Robenhauser Ried freigelegten Einbaums ist nicht geklärt. Aus der Bronzezeit liegen zahlreiche Einzelfunde vor, wobei zwei Anhänger als bemerkenswert gelten.
Der Siedlungsplatz zeichnet sich durch die exzellente Erhaltung von organischen Resten und den Nachweis von Textilproduktion aus, darunter Textilien und Teile eines neolithischen Webstuhls.
Als ungewöhnlicher Fund ist ein Brett zu verzeichnen, wobei es sich vermutlich um eine der Pfyner Kultur zugeordnete Tür handelt.
Ausgrabungen an der Tösstalstrasse erbrachten den Nachweis einer Siedlung der Glockenbecherkultur. Bis auf die eingangs erwähnten Einzelfunde ist das weitläufige und unter Naturschutz stehende Areal in seiner gesamten Ausdehnung bislang archäologisch wenig erforscht.

## UNESCO-Weltkulturerbe und Kulturgut von nationaler Bedeutung
Wetzikon-Robenhausen gehört zu den 111 Fundplätzen, die am 27. Juni 2011 von der UNESCO als Weltkulturerbe Prähistorische Pfahlbauten um die Alpen anerkannt wurden.
Im Schweizerischen Inventar der Kulturgüter von nationaler Bedeutung ist Wetzikon-Robenhausen als Klasse-A-Objekt aufgeführt.